# Ferenc Varga (Kanute)
Ferenc „Feró“ Varga (* 3. Juli 1925 in Romhány; † 17. Januar 2023) war ein ungarischer Kanute.

## Erfolge
Ferenc Varga, der für Újpest Budapest aktiv war, nahm im Zweier-Kajak an den Olympischen Spielen 1952 in Helsinki teil. Er ging dabei mit József Gurovits auf der Marathon-Strecke über 10.000 Meter an den Start, auf der insgesamt 17 weitere Konkurrenten starteten. Nach 44:26,6 Minuten überquerten Varga und Gurovits als Dritte die Ziellinie, hinter den siegreichen Finnen Kurt Wires und Yrjö Hietanen sowie den Schweden Gunnar Åkerlund und Hans Wetterström, die 5,3 bzw. 4,9 Sekunden schneller waren als die beiden Ungarn.
Zwei Jahre darauf gehörte Varga bei den Weltmeisterschaften in Mâcon neben János Urányi, István Mészáros und György Mészáros zur Besatzung des ungarischen Vierer-Kajaks, der das Rennen auf der 10.000-Meter-Strecke auf dem dritten Platz beendete und die Bronzemedaille gewann. Bereits im Alter von 17 Jahren gewann er seine ersten und im Alter von 41 Jahren im Jahr 1966 seine letzten ungarischen Meisterschaften.